# Snježana Jelaska
Snježana Jelaska Mamić izmišljeni je lik iz hrvatske telenovele Kud puklo da puklo. Lik je u periodu od 2014. do 2016. godine tumačila Jagoda Kumrić. Lik je izmislio Vlado Bulić.

## Opis
Snježana je Anina ćerka. Dijanina je najbolja prijateljica. Sanja o tome da bude modna dizajnerka. Zaljubljena je u Damira i zato od prvog trenutka ne podnosi Katarinu. Kasnije shvata da nema šanse i zaljubljuje se u Tomislava. Tomislav izlazi sa njom samo kako bi imao pristup njenom kupatilo (jer u Đurinoj kući nema WC-a). Kasnije se on ipak zaljubljuje u nju i kasnije se venčavaju, iako se Tomislavova majka Milica tome protivila. U prvoj sezoni Snježana saznaje da je trudna. Između prve i durge sezone se porađa. Tomislav i Snježana dobijaju kćer Anđelu (Valentinu). U drugoj sezoni odlazi da studira dizajn u Budimpešti.